# 26592 Maryrenfro
26592 Maryrenfro este un asteroid din centura principală de asteroizi.

## Descriere
26592 Maryrenfro este un asteroid din centura principală de asteroizi. A fost descoperit pe 3 martie 2000 în cadrul proiectului CSS. Asteroidul prezintă o orbită caracterizată de o semiaxă mare de 2,69 ua, o excentricitate de 0,18 și o înclinație de 11,4° în raport cu ecliptica.